# Exoprosopa fasciata
Exoprosopa fasciata är en tvåvingeart som beskrevs av Macquart 1840. Exoprosopa fasciata ingår i släktet Exoprosopa och familjen svävflugor. Inga underarter finns listade i Catalogue of Life.